# Kotschya parvifolia
Kotschya parvifolia es una especie de planta floral del género Kotschya, tribu Dalbergieae, familia Fabaceae.

## Distribución
Se distribuye por Suazilandia (provincias del norte).

## Taxonomía
Fue descrita por (Burtt Davy) Verdc. y publicada en Kew Bulletin 24: 39 (1970).